# Альварес, Грегорио
Грего́рио Конра́до Альва́рес Армели́но (исп. Gregorio Conrado Álvarez Armelino; 26 ноября 1925, Монтевидео, Уругвай — 28 декабря 2016, там же) — уругвайский государственный деятель, президент Уругвая (1981—1985). Был осуждён и заключён в тюрьму за соучастие в преступлениях по должности и соучастии в убийствах при отягчающих обстоятельствах в период военного правления в стране.

## Биография
Потомственный военный. Его отцом был генерал Грегорио Альварес Лесама, сын другого генерала, который занимал пост президента Уругвая — Габриэля Терры.
В 1940 году он поступил в Национальную военную академию, получил высшее образование и служил в качестве офицера 7-го кавалерийского полка (1946—1959), базирующегося в Санта-Клара-де-Олимар. С 1960 по 1962 год был руководителем военной подготовки в кавалерийской школе, а в 1962—1969 годах — руководителем военной подготовкой Республиканской гвардии.
В 1971 году получил звание генерал-майора и пост начальника Объединённого комитета начальников штабов (Esmaco), планировал и координировал антипартизанские действия. Деятельность Esmaco осуществлялась совместно со Службой информации и обороны (SID), которой руководил полковник Рамон Трабаль. С 1974 по 1978 год являлся командующим IV военным округом страны, принимал активное участие в войне против отрядов тупамарос. В 1973 году он вышел в состав Совета национальной безопасности (Cosena) и был назначен постоянным секретарем этого Совета. В 1974 году он был переведен на должность командира 4-й армейской дивизии, а в 1975 году возглавлял Комитет по политическим вопросам Вооружённых сил (Comaspo).
В 1978 году назначен главнокомандующим сухопутными войсками и, одновременно, главой военной хунты. В 1979 году вышел в отставку в звании генерал-лейтенанта.
В 1980 году в стране был проведён референдум с целью изменения конституции и закрепления действующей модели власти. По его результатам 57 % страны высказались против диктатуры в пользу большей политической открытости. Однако правящая военная хунта проигнорировала эти результаты.
1 августа 1981 года Совет нации (высший орган государственной власти в стране, в который входили бывшие президенты, члены Верховного суда, деятели большой государственной важности и военные) назначил его на должность президента Уругвая.
Продолжил политику репрессий, похищений и убийств политических противников и оппонентов правления военных. Однако режим терял поддержку, потерпев поражения сначала на местных выборах 1982 года, а потом и на всеобщих выборах 1984 года. Потеряв поддержку в армейской среде, после победы на президентских выборах кандидата партии «Колорадо» Хулио Сангинетти 12 февраля 1985 года ушёл в отставку, передав власть председателю Верховного суда Рафаэлю Бруно.
17 декабря 2007 года был арестован по обвинению в преступлениях, совершённых в период военного правления. В частности, ему инкриминировался вывоз в Аргентину не менее 18 оппозиционеров, которые впоследствии были там убиты. 22 октября 2009 года был окончательно признан виновным в участии в убийстве 37 человек во время своего пребывания в качестве командующего армией. Осуждён на 25 лет и заключён в тюрьму за соучастие в преступлениях по должности и соучастии в убийствах при отягчающих обстоятельствах в период военного правления в стране.
Умер в тюрьме 28 декабря 2016 года в возрасте 91 года.